# Al-Kholood Club
 (mars 2025).
Actualités
Al-Kholood Club (en arabe : نادي الخلود), plus couramment abrégé en Al-Kholood, est un club saoudien de football professionnel fondé en 1970 et basé dans la ville de Ar Rass.

## Personnalités du club

### Entraîneurs
Le tableau suivant présente la liste des entraîneurs du club depuis avril 2022.
| Rang | Nom               | Période               |
| ---- | ----------------- | --------------------- |
| 1    | Khalid Al-Koroni  | Avr. 2022 - oct. 2022 |
| 2    | Abderrazek Chebbi | 2022 - 2023           |
| 3    | Mladen Zizovic    | Juin 2023 - août 2023 |
| 4    | Fabiano Flora     | 2023 - 2024           |
| 5    | Paulo Duarte      | Juin 2024 - oct. 2024 |
| 6    | Noureddine Zekri  | 2024 - 2025           |
| 7    | Cosmin Contra     | Juil. 2025            |
| 8    | Des Buckingham    | 2025 - 0000           |

### Effectif professionnel actuel
Effectif pour la saison 2024-2025 :